# Lachemilla kieftiana
Lachemilla kieftiana är en rosväxtart som beskrevs av Romol.. Lachemilla kieftiana ingår i släktet Lachemilla och familjen rosväxter. Inga underarter finns listade i Catalogue of Life.